# Бой при Бабольне (1848)
Бой при Бабольне (венг. Bábolnai ütközet) — сражение зимней кампании Войны за независимость Венгрии 1848—1849 г.г., в ходе которого 28 декабря 1848 года имперский отряд под командованием генерал-майора Ференца Оттингера атаковал арьергард отступающей Дунайской армии Артура Гёргея во главе с Корнелем Гёргеем и разбил его в Бабольне.
В декабре 1848 г. имперские войска начали наступление на венгерскую армию одновременно в нескольких точках. Самая значительная из атакующих сил, главная сила Виндишгреца — около 55 000 человек — атаковала Дунайскую армию генерал-майора Гёргея, защищавшую западные границы Венгрии. Армия Гёргея насчитывала около 28 000 человек, поэтому австрийские войска, превосходящее по численности, прорвали тонкую линию обороны в нескольких местах. 26 декабря Гёргей приказал эвакуировать Дьёр, чтобы избежать окружения основных сил Венгрии. Виндишгрец вошел в Дьёр 27 декабря и в тот же вечер направил десять кавалерийских рот и конную батарею под командованием Ференца Оттингера в погоню за венгерской армией. Утром 28 декабря отряд догнал основную колонну венгерской армии, отступающую из Бабольны.

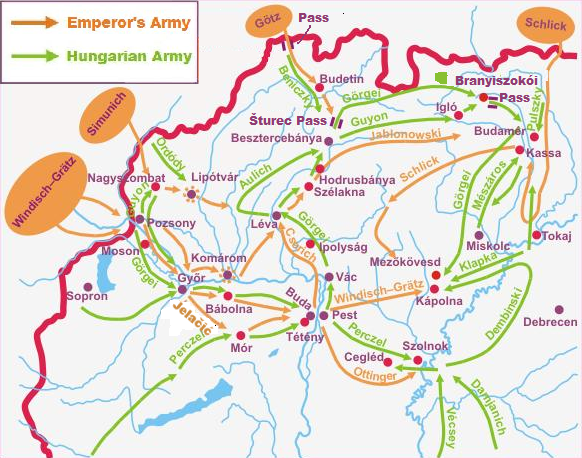
Зимняя кампания

Атака пришлась прямо на бригаду Корнеля Гёргея, которая запаниковала при внезапном появлении противника из тумана. Гусары и два батальона гонведов (ополчение) немедленно убежали, но 2-й батальон 34-го пехотного полка под командованием майора Йожефа Селя  построился каре и своими залпами прикрывал отход других войск. Таким образом большей части бригады удалось бежать, но отряду майора Селя пришлось сдаться. Однако имперская кавалерия, взбешенная неудачей, атаковала солдат, сложивших оружие. Потери венгерской армии составили 300—400 человек убитыми и ранеными и 700 пленными. Йожеф Сель был ранен и взят в плен. 
Как только Гёргей узнал о событиях, он немедленно повернул назад, снял Корнеля Гёргея с должности командира бригады и навёл порядок. Две батареи арьергардной бригады заняли огневые позиции на старых крепостных валах перед Надьигмандом и дали отпор преследующим австрийцам. 
Венгерский арьергард действительно понес значительные потери при Бабольне, но имперский командующий не добился своего первоначального намерения, ему не удалось захватить ни Гёргея, ни его штаб. Из событий в Бабольне Гёргей сделал серьезный вывод о том, что венгерская армия сильно отставала от своего противника в боеспособности. 